# Peter Gibbs (violinista)
Peter Gibbs (1920 - Glenforsa, illa de Mull (Escòcia), 24 de desembre, 1975), fou un violinista i pilot de la RAF.
The Great Mull Air Mystery és el nom donat pels mitjans de comunicació a la desaparició del pilot Peter Gibbs el 24 de desembre de 1975 després d'haver fet un vol nocturn no programat en solitari des de l'aeròdrom de Glenforsa a l'illa de Mull a Argyll and Bute, Escòcia, Regne Unit. El cos il·lès però descompost de Gibbs va ser descobert, sense l'avió, en un turó prop del camp d'aviació quatre mesos després, però mai s'ha establert com i per què va arribar a ser-hi.

## Fons
Peter Gibbs

Norman Peter Gibbs, nascut el 1920, va ser un antic pilot de Spitfire amb l'esquadró número 41 de la RAF a la Segona Guerra Mundial, servint entre gener de 1944 i març de 1945. El 1954, nou anys després d'abandonar la Royal Air Force, Gibbs es va convertir en músic professional i es va unir a l'Orquestra Philharmonia, i dos anys més tard es va unir a l'Orquestra Simfònica de Londres.

L'estada de Gibbs a la Philharmonia va ser notable per un incident que va ocórrer durant una gira de 1956 pels Estats Units. L'orquestra considerava que el director Herbert von Karajan havia estat poc professional a l'hora de dirigir concerts més petits durant la gira, arribant al punt final quan von Karajan va abandonar l'escenari de Boston després de tocar l'última nota, sense esperar aplaudiments ni crides de bis. L'orquestra estava molesta per aquest aparent menyspreu tant per a ells com per al públic, però no obstant això va arribar a temps per a un assaig anticipat l'endemà. Quan Karajan va arribar tard, Gibbs el va increpar directament, afirmant:
| « | "No vaig passar quatre anys de la meva vida lluitant contra bastards com tu perquè fossin insultats davant els nostres propis aliats com vas fer ahir al vespre". | » |

 Karajan el va ignorar i va continuar dirigint com si res hagués passat. No obstant això, aquella nit durant un concert, Karajan es va negar a tornar a l'escenari després de l'interval fins que es va signar una carta indicant que Gibbs seria acomiadat immediatament. Els directors de l'orquestra no van tenir més remei que complir i Gibbs no va tornar a tocar amb la Philharmonia.
Gibbs es va unir al "Surrey Flying Club" el juny de 1957 i després va volar regularment durant els següents divuit anys. Va continuar volant en la seva vida civil i tenia una llicència de pilot privat amb més de 2.000 hores d'experiència en vol. Més tard, Gibbs es va convertir en el director general d'una empresa de promoció immobiliària anomenada "Gibbs and Rae". Tenia 55 anys en el moment de la desaparició i residia a Londres.

## Desaparició
El dissabte 20 de desembre de 1975 Gibbs va viatjar en ferri a l'illa de Mull, a les Hèbrides Interiors d'Escòcia, ja que estava interessat a comprar un hotel com a inversió. Gibbs va arribar a Mull amb la núvia, Felicity Grainger, una professora universitària de 32 anys.

## Aeròdrom de Glenforsa
La parella feia servir l'hotel Glenforsa, a la vora del "Sound of Mull", com a base. L'hotel tenia la seva pròpia pista d'aterratge de 780 m, l'Aeròdrom de Glenforsa, i estaven utilitzant un avió per volar entre les illes de les Hébrides Interiors. Glenforsa Airfield va ser construït pels "Royal Engineers" entre maig i agost de 1965 per actuar com l'única instal·lació d'evacuació d'ambulàncies aèries d'ala fixa a Mull. La pista d'aterratge és d'herba i en aquell moment no tenia llums de pista.

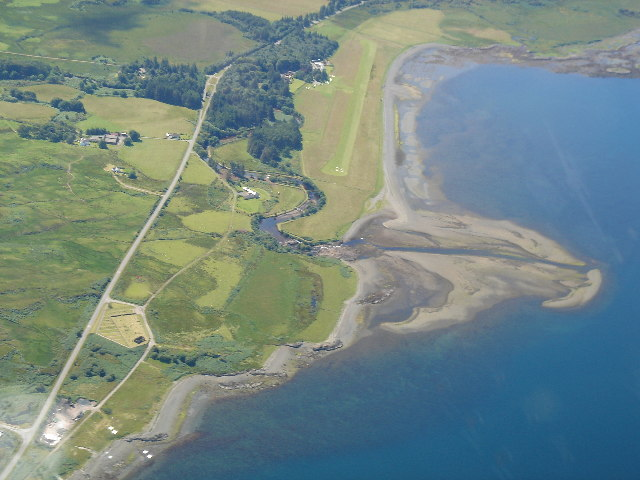
Aeròdrom de Glenforsa

Gibbs va llogar un avió Cessna a David Howitt, el gerent de l'Hotel Glenforsa. L'avió era un Cessna F150H, marca de matrícula G-AVTN, pintat de vermell i blanc. El Cessna era propietat d'Ian Hamilton des de setembre de 1975 i es va mantenir a l'aeroport de North Connel prop d'Oban. La llicència de pilot privat de Gibbs havia caducat, però va dir al propietari de l'avió que havia deixat la seva llicència enrere.

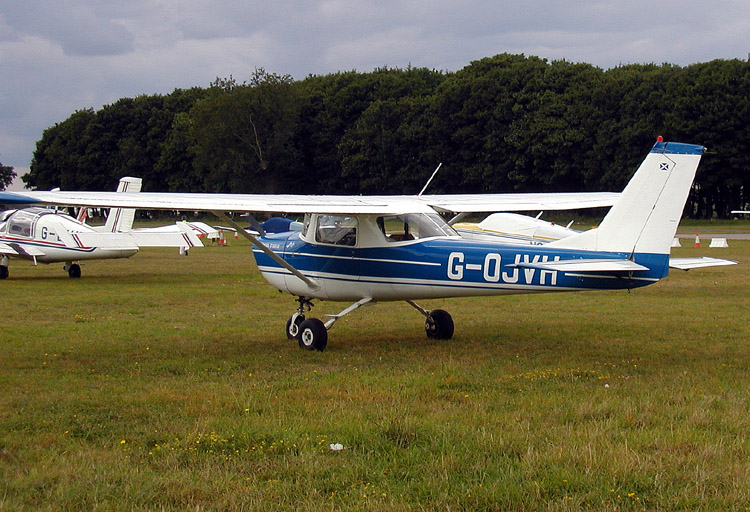
Cessna F150H

El matí del 24 de desembre de 1975, Gibbs i Grainger van volar de Mull a Broadford a l'illa de Skye per passar el dia veient propietats. Van tornar a Mull i van sopar a l'hotel que incloïa whisky i vi negre. Acabaven d'acabar de sopar a l'hotel Glenforsa quan Gibbs va decidir fer un vol sol. Gibbs va agafar en préstec dues torxes poderoses per utilitzar-les com a llums d'aterratge perquè Grainger les fes servir per guiar-lo cap a dins.
Alguns convidats presents van declarar que creien haver vist dues persones movent torxes a la pista. Altres van observar que Gibbs semblava haver passat un temps inusualment llarg escalfant el motor de l'avió. Es va observar que Gibbs apagava els llums de l'avió, després s'encenia i després tornava a apagar. Aleshores va enlairar de l'aeròdrom sense il·luminar una nit sense lluna i, després que l'avió desaparegués darrere d'una línia d'arbres, no va ser vist mai més amb vida. Els hostes de l'hotel es van adonar que Gibbs tenia la intenció de fer un circuit i es van precipitar a dalt al bar per veure l'aterratge, ja que el camp d'aviació gairebé mai no s'utilitzava a la nit. Els convidats van apagar els llums del bar per reduir els reflexos interns al vidre i tenir una millor visió del vol nocturn. Grainger es va situar al final de la pista sostenint les torxes.
Al cap de deu minuts, Howitt va començar a preocupar-se, tement que el Cessna s'hagués abandonat, i va anar a intentar trobar-lo. Va conduir el Ford Cortina de l'hotel a través del nevisc per intentar trobar Gibbs. Howitt va apagar els fars del cotxe per il·luminar l'aigua, però no es va veure cap rastre de l'avió. Es va organitzar una recerca organitzada, però no es va trobar cap rastre de Gibbs o de l'avió. La recerca es va descriure com a gran i es va estendre durant les vacances de Nadal.

## Descobriment del cos
L'abril de 1976, quatre mesos després de la desaparició, el cos de Gibbs va ser descobert per un pastor local, Donald MacKinnon. El cos es va trobar estirat a mig camí d'un turó remot a uns 1,5 quilòmetres (1 milla) de l'aeròdrom de Glenforsa. La recerca inicial de Gibbs havia passat per aquesta zona en el moment de la desaparició, però no s'havia trobat res en aquell moment.
El cos de Gibbs va ser trobat estirat a través d'un làrix caigut a 400 peus (120 metres) al vessant del turó, no gaire lluny de la carretera. A causa de la descomposició, l'únic que mantenia el cos unit era la roba. El cos mirava cap al nord en una direcció que indicava que Gibbs caminava turó avall. La policia va haver de tallar una branca de l'arbre per treure el cos.
El cos va ser traslladat a Glasgow per a l'autopsia. Les restes de Gibbs no van donar cap pista sobre la seva causa de mort.[2] Només es van trobar ferides lleus i no hi havia res que indiqui una caiguda des d'un avió o cap prova que va morir en un altre lloc i que va quedar a l'arbre. Segons l'informe dels patòlegs, l'estat del cos era "totalment coherent amb estar allà fora durant un període de quatre mesos". Les proves forenses no van detectar sal o organismes marins a la roba o les botes de Gibbs. En absència de cap altra evidència, el patòleg va anotar la mort de Gibbs com a deguda a l'exposició.
El descobriment del cos va enviar els investigadors a buscar l'avió a terra, al bosc i arrossegant llacs. No es van trobar restes de l'avió en aquell moment.

## Possible descobriment de l'avió
El setembre de 1986 es va afirmar que l'avió de Gibbs havia estat trobat al mar davant d'Oban. Un bussejador de cloïsses que buscava vieires va informar que havia trobat un petit avió amb les dues ales desaparegudes.
Al febrer de 2004, els dragamines HMS Pembroke, HMS Penzance i HMS Inverness estaven duent a terme una operació de cartografia costanera a les aigües d'Oban i van trobar un avió a 30 m sota la superfície. L'HMS Pembroke va utilitzar una càmera submarina remota per fer fotos de les restes que semblaven ser d'un petit avió amb una ala encara adjunta, possiblement el Cessna de Gibbs. Les restes es trobaven entre 200 i 300 m de la costa al fons del Sound de Mull.Es va informar que el parabrisa estava fora i les dues portes estaven bloquejades. L'avió no va donar cap pista sobre com va arribar a ser allà.
L'hèlix, els cilindres i el cigonyal de l'avió van ser recuperats per una draga de vieires del Sound of Mull el 2021 i es van presentar a Brendan Walsh, propietari del Glenforsa Hotel Mull i operador de Glenforsa Airfield.